# گوتلیب دایملر
گوتلیب دایملر (به آلمانی: Gottlieb Daimler) (زاده ۱۷ مارس ۱۸۳۴ – درگذشته ۶ مارس ۱۹۰۰) مهندس، مکانیک و صنعت‌گر آلمانی بود، که در شرندورف واقع در پادشاهی وورتمبرگ، که بخشی از کنفدراسیون آلمان محسوب می‌شد، به دنیا آمد. این بخش، هم‌اکنون به کشور آلمان تعلق دارد.
دایملر، یکی از پیشگامان ساخت موتورهای درون‌سوز و مخترع موتورهای بنزینی با سرعت بالا می‌باشد. وی همچنین به عنوان طراح و سازنده اولین خودروهای چهار-محوره، محسوب می‌شود. دایملر و شریک مادام‌العمرش؛ ویلهلم مایباخ، دو مخترع در صنعت خودروسازی بودند، که تقریبأ تمامی عمر خود را، در زمینه ساخت و بهبود موتورهای بنزینی هرچه کوچکتر، با سرعت بالاتر، گذراندند.
در سال ۱۸۹۰ دایملر به همراه مایباخ، دایملر-موتورن-گیزلشافت (به‌اختصار دِ.ام.گِ) را تأسیس نمودند. آن‌ها اولین اتومبیل خود را در سال ۱۸۹۲ بفروش رساندند، سپس دایملر بیمار شد. پس از بازگشت او به شرکت، بین دایملر با سهامداران شرکت مشکلاتی به وجود آمد، که منجر به استعفای او در سال ۱۸۹۳ گردید. دایملر در سال ۱۸۹۴ بار دیگر، به کمپانی بازگشت. سرانجام در تاریخ ۶ مارس ۱۹۰۰ گوتلیب دایملر درگذشت. پس از آن مایباخ طراح و مهندس ارشد شرکت شد و خدمات بسیاری در راستای توسعه و ارتقای خودروها انجام داد ولی با نادیده گرفته شدن طرحهایش در سال ۱۹۰۷ از شرکت استعفا داد.  در سال ۱۹۲۴، مدیریت وقت دی‌ام‌جی قرارداد همکاری بلندمدتی را با کارل بنز و شرکت وی؛ بنز اند سی، امضا کرد، که در سال ۱۹۲۶ به ادغام این دو شرکت انجامید. شرکت جدید دایملر-بنز آگ و محصولات این شرکت مرسدس بنز نام گرفت. تا آن زمان یعنی قبل از سال ۱۹۲۶ دایملر موتورن گیزلشافت و بنز اند سی شرکتهای مجزا بودند و خودروهای دایملر ابتدا با نام دایملر وبعد از سال ۱۹۰۲ با نام مرسدس و خودروهای بنز با نام بنز عرضه بازار میشدند.